# أوسكار آغوريغاري
أوسكار آغوريغاري (بالإسبانية: Óscar Aguirregaray)‏ هو لاعب كرة قدم ومدرب كرة قدم أوروغواياني في مركز الدفاع، ولد في 25 أكتوبر 1959 في مونتيفيديو في الأوروغواي. شارك مع منتخب الأوروغواي لكرة القدم. أما مع النوادي، فقد لعب مع بنيارول وديفينسور سبورتينغ ونادي إنترناسيونال ونادي بالميراس ونادي فيغورينسي وناسيونال مونتيفيديو.

## وصلات خارجية
- أوسكار آغوريغاري على موقع الاتحاد الدولي (مؤرشف)  (الإنجليزية)
- أوسكار آغوريغاري على موقع قاعدة بيانات كرة القدم.إي يو (الإنجليزية)
- أوسكار آغوريغاري على موقع ناشيونال فوتبول تيمز (الإنجليزية)